# هيكتور بويبلا
هيكتور بويبلا (بالإسبانية: Héctor Puebla) هو مدرب كرة قدم ولاعب كرة قدم تشيلي في مركز الوسط، ولد في 10 يوليو 1955 في لا ليغوا في تشيلي. شارك مع منتخب تشيلي لكرة القدم. أما مع النوادي، فقد لعب مع لوتا شفاغر ‏.

## وصلات خارجية
- هيكتور بويبلا على موقع قاعدة بيانات كرة القدم.إي يو (الإنجليزية)
- هيكتور بويبلا على موقع ناشيونال فوتبول تيمز (الإنجليزية)
- هيكتور بويبلا على موقع عالم كرة القدم.نت (الإنجليزية)